# Katadesmia cuneata
Katadesmia cuneata is een tweekleppigensoort uit de familie van de Malletiidae. De wetenschappelijke naam van de soort is voor het eerst geldig gepubliceerd in 1876 door Jeffreys.